# Viktor Dousmanis
Viktor Dousmanis (în greacă Βίκτωρ Δούσμανης; n. 1861, Corfu, Statele Unite ale Insulelor Ioniene – d. 12 ianuarie 1949, Atena, Regatul Greciei) a fost un ofițer al Armatei Elene, care a ajuns la gradul de general-locotenent. S-a remarcat ca ofițer de stat major în timpul Războaielor Balcanice și a devenit un lider monarhist în timpul Schismei Naționale, servind trei mandate ca șef al Statului Major General al Armatei Elene.